# Laurens Prins
Laurens Prins, aussi connu en anglais comme Lawrence Prince, né dans les années 1630 à Amsterdam et mort le 27 avril 1717 au large du cap Cod, est un boucanier et un corsaire néerlandais qui fut officier du capitaine Henry Morgan.  

## Biographie
Lawrence Prince était un néerlandais originaire d'Amsterdam qui serait arrivé dans les Caraïbes à la fin des années 1650.
En 1659, il était l'un des quatre hommes, avec John Morris et Robert Searle, qui avait partagé le butin capturé par le Commodore Christopher Myngs.
Avant de rejoindre les forces de Morgan à Port Royal en novembre 1670, il avait déjà navigué jusqu'au río Magdalena dans l'intention d'effectuer un raid sur la ville de Mompos située à 240 kilomètres à l'intérieur des terres. Lawrence Prince avait été contraint de battre en retraite, quand ils ont été surpris par les tirs de canon d'un fort insulaire récemment construit protégeant la colonie.

À la suite de cet échec, Prince et ses hommes, déterminés à « faire le voyage », ont navigué vers le nord jusqu'au Nicaragua ou ils sont arrivés en août 1670. Comme en Colombie, après avoir remonté le río San Juan, et capturé un fort espagnol Prince et sa troupe ont pagayé en canoë jusqu'au lac Nicaragua où ils ont attaqué avec succès Granada. Cette attaque était presque identique au raid de Morgan en 1664. Les rapports officiels espagnols de l'attaque affirmaient que Prince « avait fait des ravages et mille destructions, envoyant la tête d'un prêtre dans un panier et exigeant 70 000 pesos en rançon ».
Arrivé à Port Royal quelques semaines plus tard, lui et deux autres capitaines furent réprimandés par le gouverneur Thomas Modyford pour avoir attaqué les Espagnols sans commission ni lettre de marque. Modyford jugea prudent de leur ordonner de se joindre à Morgan dans son raid contre la ville de Panama, ce qu'ils étaient très prêts à faire. 
Impressionné par son raid sur Granada, Morgan nomme Laurens Prins troisième commandant de l'expédition sur Panama, avec le capitaine Edward Collier (en). Le matin du 28 janvier 1671, Laurens Prins et le major John Morris (en) mènent l'avant-garde, composé de 300 boucaniers, contre les troupes espagnole chargées de défendre la ville. Lawrence Prince a soutenu la force principale, environ 600 hommes, avec Henry Morgan et Edward Collier (en) menant les ailes droite et gauche, tandis que le l'arrière-garde était commandée par le colonel Bledry Morgan.

Avançant vers les troupes espagnole, Lawrence Prince et John Morris avancent et dans un large balayage autour du flanc droit espagnol, ils capturent une colline surplombant les positions espagnoles. La prise de cette position a non seulement forcé les défenseurs espagnols à effectuer une attaque, mais cela a également perturbé les plans de leur commandant,  le gouverneur de Panama (es)Don Juan Pérez de Guzmán y Gonzaga (es), de précipiter un troupeau de bovins et d'autres animaux vers les boucaniers qui avançaient. Il les avait gardés derrière sa ligne d'infanterie, dans l'intention de permettre aux boucaniers de passer à travers ses lignes, et de les placer les taureaux contre les attaquants pour vraisemblablement les perturber et les désorganiser juste avant que les fantassins espagnols n'entrent en contact avec les boucaniers. Au lieu de cela, les bouviers espagnols ont été effrayés par l'attaque de Prince, permettant au bétail d'errer parmi les lignes espagnoles. Un assaut simultané sur la colline et contre l'avancée des boucaniers de Morgan s'est soldé par un désastre alors que les tirs de volée concentrés ont décimé les forces espagnoles, qui ont perdu 100 hommes lors de la première volée. Le bétail errant et le feu concentré, ont laissé entre 400 et 500 morts et blessés avant que les Espagnols ne se retirent finalement du champ de bataille.
Il est ensuite nommé lieutenant par le successeur de Modyford, Sir Thomas Lynch, qui a remplacé le capitaine John Wilgress, commandant du HMS Assistance (1650) (en), par le major William Beeston (en). Lynch semble avoir eu l'intention de lancer une restructuration de l'administration coloniale, en s'entourant d'associés connus plutôt que de fonctionnaires nommés de la couronne britannique. En 1672, en utilisant sa part du raid de Panama, Prince est devenu un riche propriétaire foncier dans la plaine de Liguanea alors qu'elle était utilisée pour la culture et l'agriculture.
En 1715, de retour à Bristol, en Angleterre, Lawrence Prince est nommé capitaine du navire négrier Whydah Gally. A l'automne 1716, le Whydah Gally est chargé de transporter des marchandises et des trésors au port de commerce des esclaves du royaume africain d'houéda situé dans l'actuel Bénin. Après avoir chargé la Whydah Gally avec 367 esclaves africains, il traverse l'Atlantique pour les vendre en Jamaïque. 
Mais en février 1717, alors qu'il passe entre Cuba et Hispaniola, il est pourchassé par la Sultane, commandée par le pirate Black Sam Bellamy, et par la Mary Anne, commandée par le pirate Paulsgrave Williams (en). Au bout de trois jours, le capitaine Lawrence Prince se rend sans se battre. Après avoir pris le commandement de la Whydah Gally et en avoir fait son vaisseau amiral, Bellamy donne à Prince son vaisseau amiral d'origine, la Sultane, avec une petite quantité de trésor, et a renvoie Prince en Angleterre. 
Lawrence Prince fait encore plusieurs voyages esclavagistes avant de disparaître dans l'histoire.

## Dans la fiction
Laurens Prins apparaît dans le jeu vidéo Assassin's Creed IV: Black Flag (2013) ou il est présenté comme un allié des templiers. Il y est assassiné par le héros Edward Kenway.